# Czartkowo (przystanek kolejowy)
Czartkowo – zlikwidowany przystanek kolei wąskotorowej w Czartkowie, w województwie zachodniopomorskim, w Polsce. Został zlikwidowany po 1945 roku.